# بومان ایرانی
بومان ایرانی (به هندی: बोमन ईरानी)، (زادهٔ ۲ دسامبر ۱۹۵۹، هند) از هنرپیشه‌ها و بازیگران نامدار سینما و تئاتر هند است که به ایفای نقش در فیلم‌های زیادی پرداخته‌است او در کنار بازیگران مشهور هند، به ایفای نقش‌های مکمل مثبت و منفی پرداخته که نظر منتقدان زیادی را به خود جلب کرده و نقدهای مثبت زیادی را نیز دریافت نموده‌است.
او از پارسیان هند و پیرو آئین زرتشت یا همان(مزدیسنا) است. خانواده او در زمان ابتدای انقلاب ایران وقتی مادرش باردار بود از ایران خارج شدند بخشی از پارسیان (یا همان پارسی‌ها) به زرتشتیان ایرانی گفته می‌شود که در سده ۲ هجری از آنجا به هند مهاجرت کردند و در آنجا ساکن شدند، مزدیسنا از ادیان کهن ایران باستان است.
از فیلم‌های معروف بومان می‌توان به بازی در فیلم یووراج، کوکتل، سه احمق، پی‌کی و به مجموعه فیلم‌های دان اشاره کرد.
بومان در فیلم‌های زیادی با شاهرخ خان همبازی و همکاری نموده که تأثیر و موج مثبتی را از طرف تماشا گران دریافت نموده‌است. او در سینما همچنان درحال همکاری با شاهرخ خان است.

## فیلم‌شناسی
بومان ایرانی در بیش از ۷۰ فیلم بازی و ایفای نقش داشته که فهرست برخی از فیلم‌هایی که او در آن‌ها به ایفای نقش پرداخته به شرح زیر است:
- یووراج
- کوکتل
- سه احمق
- دان: تعقیب دوباره آغاز می‌شود
- دان۲: تعقیب ادامه می‌یابد
- ارتباط تقدیر
- استاد لاف زدن
- پی‌کی
- ۹۹
- بازی
- دوستی
- صفحه ۳
- می‌بینمت
- من گاندی را نکشتم
- جنون
- سفر به دهلی
- عشق لعنتی
- بوم
- مونا قلدره
- دلداده
- ستیز
- سلام کوچولو
- یکی من و یکی تو
- هدف
- وقت
- آفرین پدر
- خانه شلوغ
- خانه شلوغ ۲
- خانه شلوغ ۳
- ادامه بده مونا بهای
- اکلاویا
- اتم
- ده داستان
- سانجو
- اجبار ۲
- بازگشت بوتنات
- از کجا آمده‌اید
- راز سایروس
- خانه وحشت
- به نیویورک خوش آمدید
- دانش‌آموز سال
- قصه عشق ۲۰۵۰
- قتل همسر من
- کدام مسیر به خانه عمه من می‌رسد؟
- گل
- چی می‌شد اگه
- ووداستوک ویلا
- سفر ماه عسل با پی‌وی‌تی.ال‌تی‌دی
- خانه کوسلا
- شادکامی مطلق
- رانندگی
- تحویل در منزل
- سوار بر فراری
- محافظ
- نام من سوریا
- ماسکا
- قبل از عروسی
- ۸۳
- جوانی وکیل مدافع
- موهان عزیز
- باند ۳۴
- جایشبهای جوردار
- ویر-زارا
- ارتفاع
- ونتیلاتور
- سرزمین جوانان
- دانکی
- ببر بنگال